# Leonard Jarosz
Leonard Jarosz (Jarosch) (ur. 3 lipca 1822 we Lwowie, zm. 31 grudnia 1885 w Nowym Sączu) – prawnik, galicyjski sędzia i poseł do austriackiej Rady Państwa.
Ukończył gimnazjum we Lwowie, oraz wydział prawa uniwersytetu lwowskiego. Studia prawnicze uzupełniał w Wiedniu, gdzie uzyskał stopień doktora praw (1842). Po powrocie do Galicji pracował jako auskultant w Sądzie Szlacheckim (Landrecht) w Tarnowie (1843-1850) następnie oddelegowany był aktuariuszem Sądu Karnego (Criminal Gericht) w Wiśniczu (1851-1855) Następnie radca przy Sądzie Obwodowym (Kreisgericht) w Tarnowie (1856-1859) Jednocześnie był komisarzem kameralnym i zastępca asesora przy IV Skarbowym Sądzie Rejonowym w Tarnowie (1856-1859). Potem był radcą Sądu Krajowego w Krakowie (1860-1872) od 1870 w randze radcy wyższego sądu krajowego. Członek Komisji Państwowej dla egzaminów prawniczych w Krakowie (1864-1872). Od marca 1872 był prezydentem Sądu Obwodowego w Nowym Sączu (1872-1885). Był właściwym organizatorem tego ostatniego, współcześnie doceniali jego wkład w rozwój sądownictwa w nowosądeckim okręgu sądowym. Oprócz długotrwałej działalności w sądownictwie galicyjskim zajmował się też zagadnieniami teoretycznymi, był m.in. autorem projektu ustawy o obiegach hipotecznych w Galicji. Filantrop i darczyńca, wspierał uboższą część społeczeństwa, m.in. fundował posagi dla ubogich panien i wspierał młodych przedsiębiorców sądeckich. Fundator szkoły rolniczej w Nowym Sączu.
Poseł do austriackiej Rady Państwa VII kadencji (22 września 1885 – 31 grudnia 1885), wybranym w kurii IV (gmin wiejskich) w okręgu wyborczym nr 4 (Nowy Sącz–Limanowa–Nowy Targ–Grybów). Członek Koła Polskiego w Wiedniu. Po jego śmierci mandat objął 16 marca 1886 po dodatkowym wyborach Adolf Vayhinger.
Rodziny nie założył

## Odznaczony
Orderem Żelaznej Korony trzeciej klasy (1885) Honorowy obywatel miasta Nowego Sącza (1885).